# Lys-lez-Lannoy
Lys-lez-Lannoy – miejscowość i gmina we Francji, w regionie Hauts-de-France, w departamencie Nord.
Według danych na rok 1990 gminę zamieszkiwało 12 300 osób, a gęstość zaludnienia wynosiła 3773 osób/km² (wśród 1549 gmin regionu Nord-Pas-de-Calais Lys-lez-Lannoy plasuje się na 59. miejscu pod względem liczby ludności, natomiast pod względem powierzchni na miejscu 823.).